# افشین مقدم
حسین آهنیان مقدم مشهور به افشین مقدم (۸ مهر ۱۳۲۴ – ۱ مرداد ۱۳۵۵) خوانندهٔ ایرانی قبل از انقلاب بود. از آثار مشهور او می‌توان به آهنگ‌های زمستون،  مسافر و گذشته اشاره کرد.

## زندگی
افشین مقدم در ۸ مهر ۱۳۲۴ در تهران متولد شد. موسیقی را در دوران کودکی زیر نظر عطاالله خرم آموخت. افشین مقدم کارمند سابق بانک ملت بود. شروع خوانندگی او از آنجا شروع می‌شود که افشین مقدم در تراس رستوران لوکس طلایی در نزدیکی شمیران آواز می‌خواند. سعید دبیری ترانه‌سرای بسیاری از قطعات مجموعه «زمستون» می‌گوید که یک روز به این رستوران رفت و با افشین آشنا شد. سعید دبیری – که بعدها با کوروش یغمایی و علیرضا افتخاری هم همکاری کرد – ترانه زمستون را نوشت و از افشین مقدم که در آن روزها در بلک کتس هم نقشی داشت خواست تا آن را به همراه چند ترانه دیگر اجرا کند. ترانه‌ها را در استودیو بل ضبط کردند و در زمستان سال ۱۳۵۳ آلبوم «زمستون» منتشر شد و اسم افشین مقدم را سر زبان‌ها انداخت و همین باعث شد که او ضبط آلبوم دوم را با ساخته‌هایی از جهانبخش پازوکی شروع کند.
افشین مقدم در برنامه‌های «چشمک» و «شیش و هشت» درخشید و در کنار خوانندگانی همچون اونیک، بتی، طوفان و کیوان تبدیل به یکی از اعضای اصلی گروه باریته شد.
آلبوم زمستون پس از انقلاب به تکثیر و پخش مجدد رسید. این آلبوم که در آن ملودی‌های خاطره‌سازی مثل (زمستون) و (مسافر) را قرار دارد، گزیده‌ای از کارهای افشین مقدم است که همگی پالایش صدا شده‌اند و پس از اخذ مجوز از وزارت ارشاد از طرف شرکت پیام‌کاست به بازار آمد. در این آلبوم ترانهٔ گل افشین با صدای کیوان را که به یاد افشین بعد از مرگش بر روی ملودی زمستون خوانده‌است، گنجانده شده‌است.
ترانه هجرت با شعر شهیار قنبری و آهنگ ناصر چشم‌آذر که قرار بود، افشین مقدم این ترانه را اجرا کند اما به دلیل تصادف فوت کرد، و گوگوش این ترانه را اجرا کرد.
فریبرز لاچینی به یاد افشین مقدم قطعه زمستون را به صورت پیانو در یکی از آلبوم‌های بوی دیروز اجرا کرد. قطعه زمستون از مشهورترین آثار وی با ترانه‌ای از سعید دبیری آهنگ سیاوش قمیشی و تنظیم واروژان است. این ترانه گاهی از سازمان صداوسیمای جمهوری اسلامی پخش می‌شود.

## درگذشت
مقدم در ۱ مرداد ۱۳۵۵ بر اثر تصادف در جاده آمل درگذشت، و در قطعه ۹ بهشت زهرا تهران به خاک سپرده شد.
سعید دبیری می‌گوید: «قبل از سفر شمال، شب آخری که افشین در تهران بود، به استودیو بل آمد و به ناصر چشم‌آذر اصرار کرد که آهنگ هجرت را که نصفه کاره مانده بود ضبط کند. به او گفتیم که وقتی برگشت می‌تواند سر فرصت به استودیو بیاید اما او که انگار از مرگش خبر داشت، قبول نکرد. حتی آن شب از خانواده‌اش و چند تا از دوستان هم خداحافظی کرد و دیگر هیچ وقت صدای او را نشنیدیم.»

## آلبوم‌ها

### زمستون(۱۳۵۳)
| نام ترانه                    | ترانه‌سرا       | آهنگ‌ساز        | تنظیم‌کننده  |
| ---------------------------- | -------------- | -------------- | ----------- |
| زمستون                       | سعید دبیری     | سیاوش قمیشی    | واروژان     |
| مسافر                        | جهانبخش پازوکی | جهانبخش پازوکی | ناصر چشم‌آذر |
| به من نخند                   | سعید دبیری     | امیر آرام      | اریک ارکانت |
| آسمون                        |                | پرویز مقصدی    | پرویز مقصدی |
| جاودانه                      |                |                |             |
| سینه‌ریز ستاره                | کریم محمودی    | پرویز غیاثیان  |             |
| گذشته                        | زویا زاکاریان  | سیاوش قمیشی    | واروژان     |
| ای خدا                       | سعید دبیری     |                |             |
| فانوس ماه                    |                | جمشید زندی     |             |
| پاک باخته                    | مسعود هوشمند   | پرویز مقصدی    | پرویز مقصدی |
| گل افشین (به یاد افشین مقدم) | امیر خسته      | سیاوش قمیشی    | ناصر چشم‌آذر |

### آخرین طبیب به‌همراهیکیوان(۱۳۵۴)
| نام ترانه           | خواننده    | ترانه‌سرا         | آهنگ‌ساز          | تنظیم‌کننده       |
| ------------------- | ---------- | ---------------- | ---------------- | ---------------- |
| غروب                | کیوان      | کریم محمودی      | پرویز مقصدی      | پرویز مقصدی      |
| آخرین طبیب          | افشین مقدم | جهانبخش پازوکی   | جهانبخش پازوکی   | مجتبی میرزاده    |
| فانوس               | کیوان      | جهانبخش پازوکی   | جهانبخش پازوکی   | جهانبخش پازوکی   |
| پشیمان (صدای فریاد) | افشین مقدم | منصور تهرانی     | ناصر چشم‌آذر      | ناصر چشم‌آذر      |
| به امیدت می‌مونم     | کیوان      | جهانبخش پازوکی   | جهانبخش پازوکی   | ناصر چشم‌آذر      |
| دل میگه نمیشه       | افشین مقدم | جهانبخش پازوکی   | جهانبخش پازوکی   | ناصر چشم‌آذر      |
| ابرای گریون         | کیوان      | پرویز وکیلی      | عطاالله خرم      | عطاالله خرم      |
| غریبونه             | افشین مقدم | سعید دبیری       | سیاوش قمیشی      | اریک             |
| طرح خوشبختی         | کیوان      | سعید دبیری       |                  |                  |
| جای تو خالی         | افشین مقدم | اردلان سرفراز    | هویک هاکوپیان    | هویک هاکوپیان    |
| گریه نکن            | افشین مقدم | ناصر آهنیان مقدم | ناصر آهنیان مقدم | ناصر آهنیان مقدم |
| ستاره               | افشین مقدم | پرویز وکیلی      | عطاالله خرم      | عطاالله خرم      |

## تک‌آهنگ‌ها
| نام ترانه                                   | ترانه‌سرا  | آهنگساز     | تنظیم       |
| ------------------------------------------- | --------- | ----------- | ----------- |
| می‌ترسم (با داریوش و کیوان)                  |           |             |             |
| وقتی میگی دوست دارم                         | مینا اسدی | پرویز مقصدی | پرویز مقصدی |
| شیطنت (با داریوش و کیوان)                   | رضا شمسا  | پرویز مقصدی | پرویز مقصدی |
| غم عشقت منو داغون می‌کنه (با داریوش و کیوان) | مینا اسدی | پرویز مقصدی | پرویز مقصدی |
| چه خوبه آدم همیشه (با داریوش و کیوان)       | علی گذرسر | پرویز مقصدی | پرویز مقصدی |
| آهو                                         | مینا اسدی | پرویز مقصدی | پرویز مقصدی |
| دلم از رو نمیره                             | مینا اسدی | پرویز مقصدی | پرویز مقصدی |

#### خوانندگان مرتبط
| نام خواننده | نام ترانه                   | ترانه‌سرا       | آهنگساز        | تنظیم       |
| ----------- | --------------------------- | -------------- | -------------- | ----------- |
| کیوان       | گل افشین (روی ملودی زمستون) | امیر خسته      | سیاوش قمیشی    | ناصر چشم‌آذر |
| کیوان       | به امیدت می‌مونم             | جهانبخش پازوکی | جهانبخش پازوکی | ناصر چشم‌آذر |
| کیوان       | یه روزی تنگ غروب آسمون      | کیوان          | کیوان          | پرویز مقصدی |
| اونیک       | پا تو کفش من نکن            | کریم فکور      | افشین مقدم     | ؟           |